# Němčice (okres Kroměříž)
Obec Němčice se nachází v okrese Kroměříž ve Zlínském kraji. Žije zde 373 obyvatel. Obec leží na mírném svahu výběžku Karpat, avšak stále na Hané.

## Historie
První písemná zmínka o obci pochází z roku 1261, kdy ji král Přemysl Otakar II. věnoval biskupovi Brunovi. Po jeho smrti byla obec dlouho lenní. Ve 12. století se přiřadila k biskupství.

## Obyvatelstvo

### Struktura
Vývoj počtu obyvatel za celou obec i za její jednotlivé části uvádí tabulka níže, ve které se zobrazuje i příslušnost jednotlivých částí k obci či následné odtržení.
| Místní části   | Místní části | 1869 | 1880 | 1890 | 1900 | 1910 | 1921 | 1930 | 1950 | 1961 | 1970 | 1980 | 1991 | 2001 | 2011 |
| -------------- | ------------ | ---- | ---- | ---- | ---- | ---- | ---- | ---- | ---- | ---- | ---- | ---- | ---- | ---- | ---- |
| Počet obyvatel | část Němčice | 359  | 443  | 439  | 422  | 493  | 494  | 544  | 406  | 442  | 425  | 407  | 363  | 366  | 366  |
| Počet domů     | část Němčice | 65   | 66   | 69   | 68   | 74   | 79   | 95   | 110  | 115  | 112  | 108  | 117  | 120  | 122  |

## Pamětihodnosti
- Kamenný smírčí kříž
- Kaplička a zvonice
- Památník obětí první světové války

## Galerie

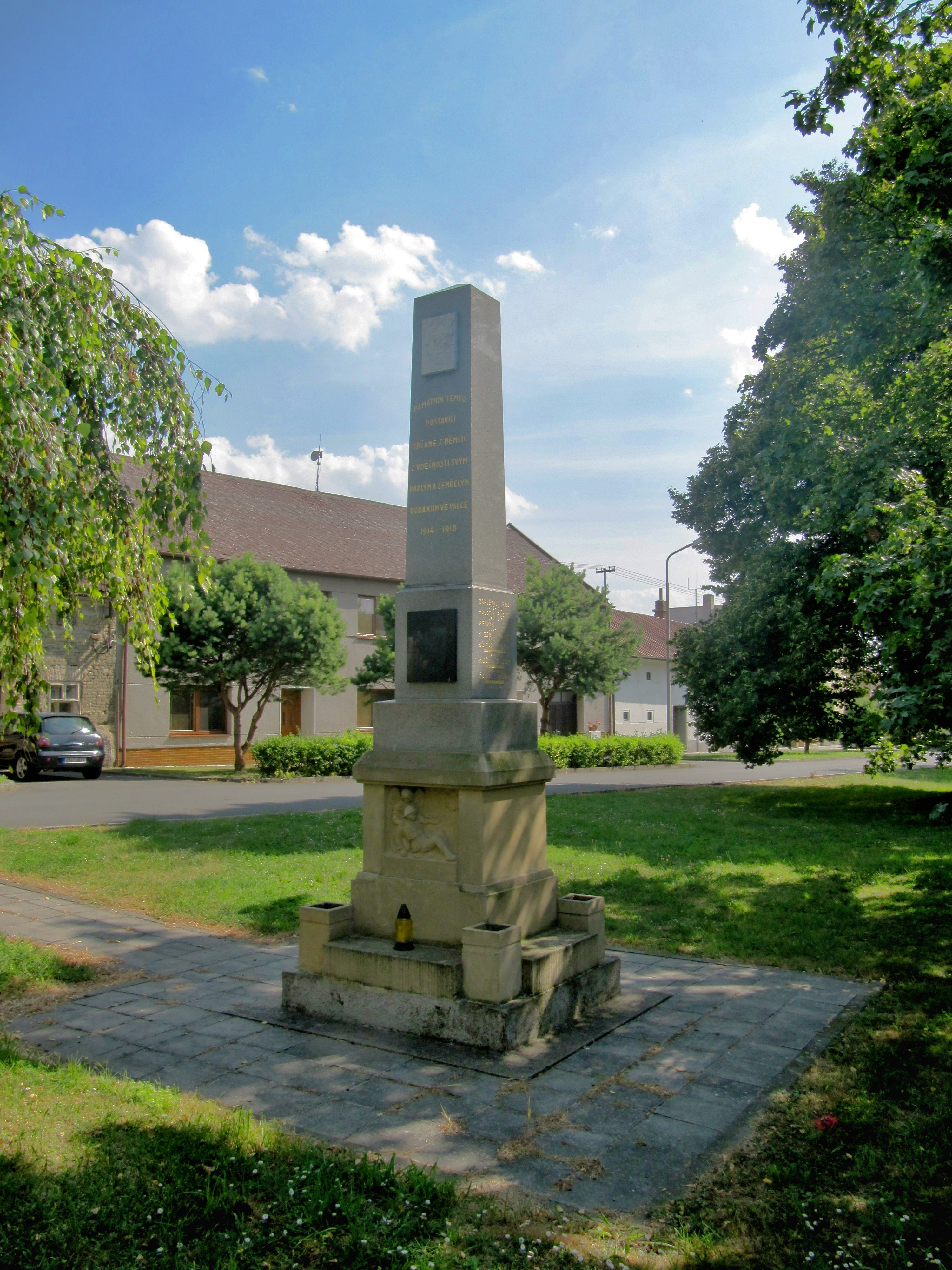
Pomník padlým
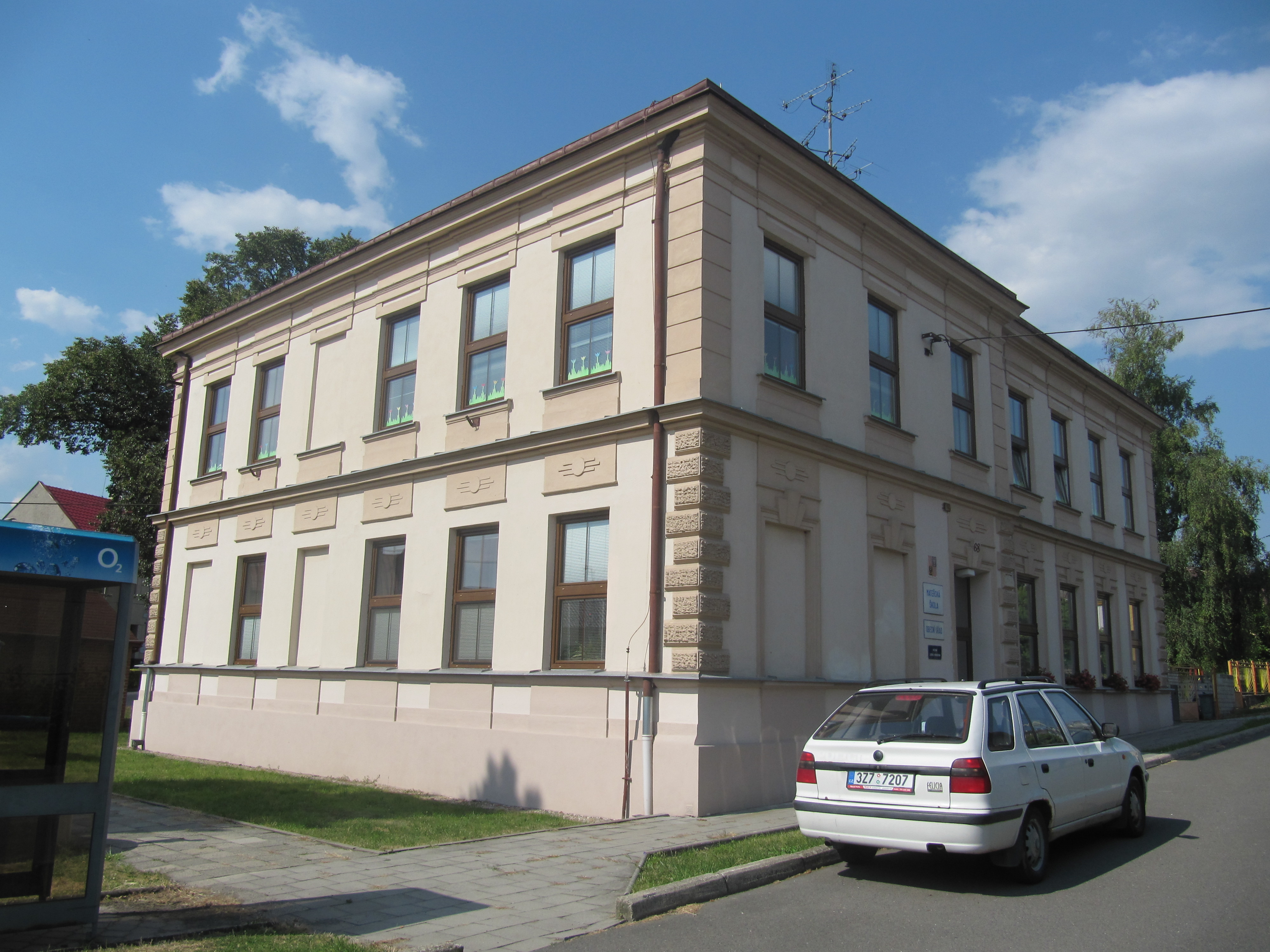
Obecní úřad
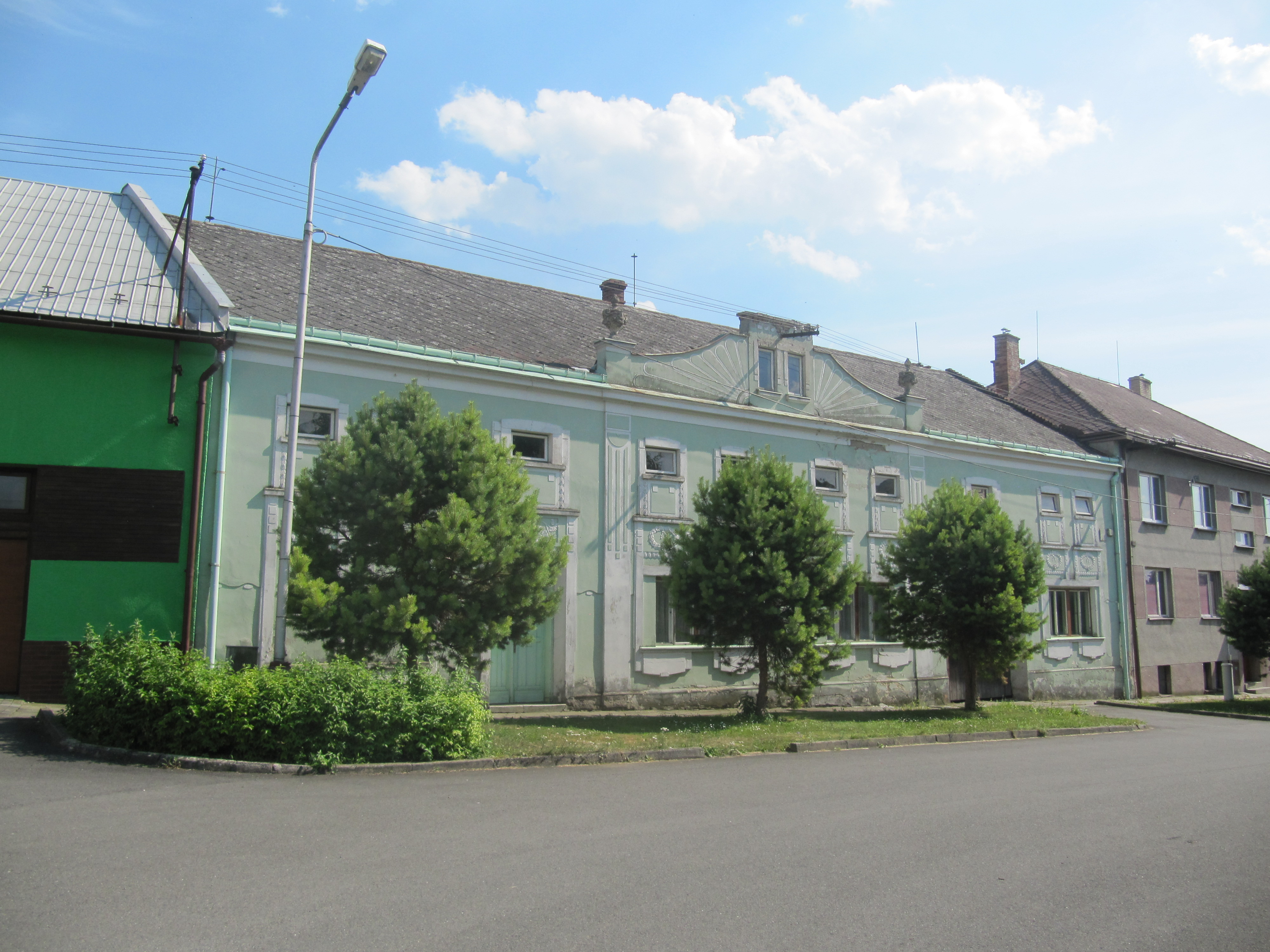
Tradiční hanácký statek
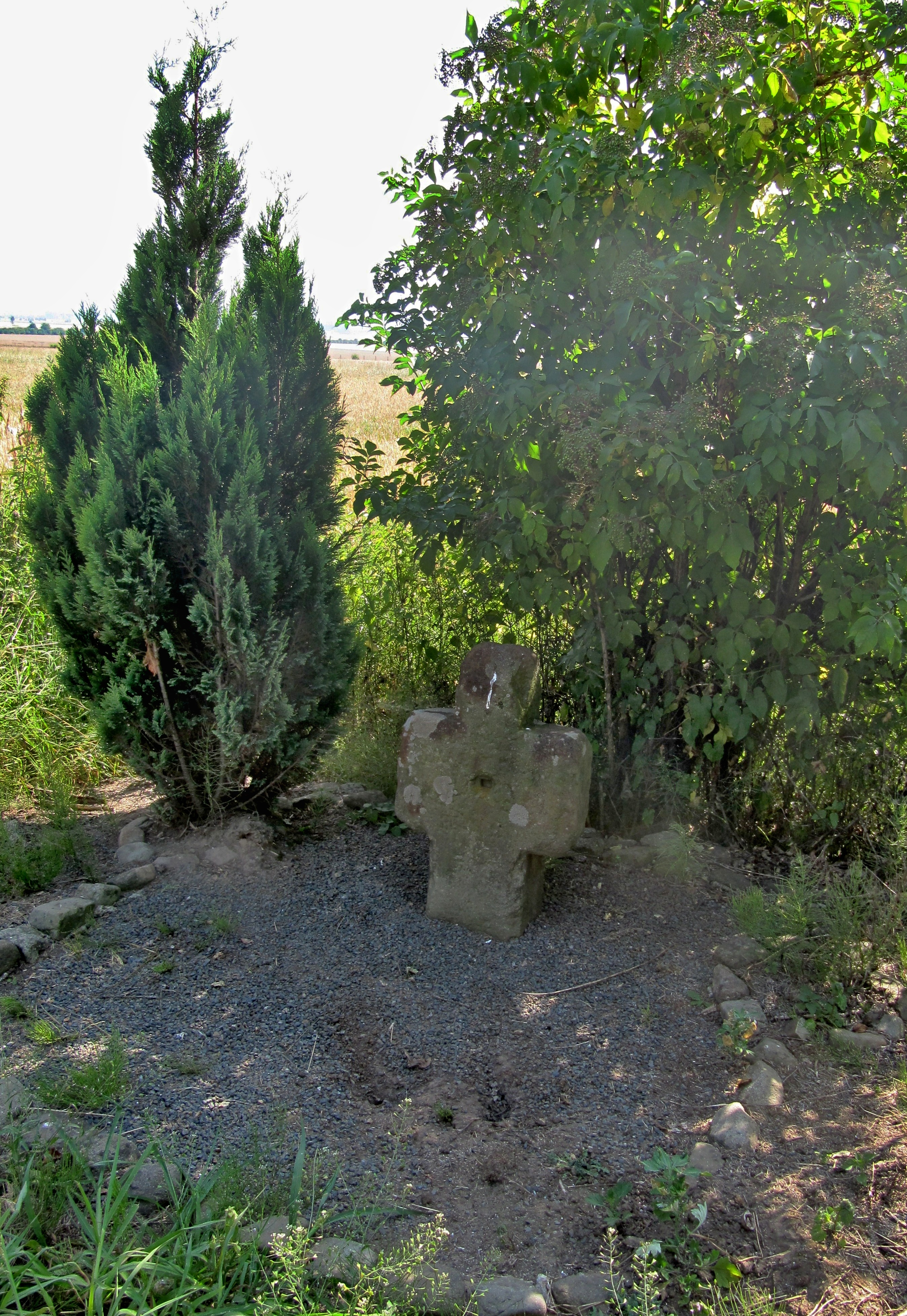
Smírčí kříž